# La condición humana
La condición humana (La Condition humaine, 1933) es una novela escrita en francés por André Malraux. La acción transcurre durante la guerra civil china. La obra ganó el Premio Goncourt en 1933.

## Marco histórico
La novela narra un episodio de la guerra civil china, que enfrentó desde 1927 hasta 1949, al partido Kuomintang dirigido por Chiang Kai-shek, con el Partido Comunista Chino, aliados hasta entonces en su objetivo de consolidar la unidad de la República China frente a los llamados señores de la guerra. El episodio en el que concentra la novela es la llamada masacre de Shanghái, de abril de 1927, en la que el ejército de Chang Kaï- Chek, incitado por los representantes de las potencias europeas con fuertes intereses económicos en China, detienen y ejecutan a los obreros y sindicalistas encuadrados en el Partido Comunista, que se habían apoderado de la ciudad de Shanghái. Esa guerra civil culminaría en 1949 con la llegada al poder de Mao Tse Tung y la consiguiente instauración de la República Popular China y el exilio de su oponente a la isla de Taiwán. 
André Malraux había pasado algunos años en el extremo Oriente (especialmente en Indochina, pero también en China) en la década de los años veinte. Fruto de esa experiencia vital fue la que se conoce como “trilogía asiática”, formada por las novelas Les conquerants / Los conquistadores (1928), La voie royale / La vía real (1930) y la que nos ocupa, La condition humaine / La condición humana (1933).

## Argumento
Salvo el capítulo final, que se desarrolla en París y en Kobe (Japón) algunos meses después de los acontecimientos principales (capítulo que sirve para mostrar las consecuencias a las que han llevado los hechos narrados anteriormente y, de esa manera, concluir y remachar la lectura “moral” de la novela), el núcleo de la novela se concentra en apenas tres días en la ciudad de Shanghái. Por un lado están los comunistas, que se resisten a entregar las armas a los soldados de Tchang Kaï-Chek. Enfrente de ellos, el ejército del Kuomintang, con su secuela de policías y torturadores. El tercer vértice del triángulo lo forman los miembros de la colonia europea, que defienden los intereses económicos de las potencias coloniales. En esos tres días se produce el enfrentamiento armado que concluye con la aniquilación de los obreros y sindicalistas comunistas
Entre los comunistas se encuentran los principales personajes de la novela, los que mejor definen la complejidad de la “condición humana” y por los que el autor se siente más atraído Por un lado está Kyo, el líder de la insurrección, en quien se manifiestan mejor los rasgos de dignidad, fraternidad y coherencia; rasgos que, por otra parte, le llevarán a la muerte tras rechazar una salvación individual. Como contrapunto de Kyo está la figura de Chen, terrorista individualista, poseído de un misticismo nihilista, torturado internamente y que busca la muerte como una liberación a su angustia existencial. Otros comunistas, el ruso Katov o el europeo Hemmerlich, ensanchan el abanico de actitudes políticas y morales de los comunistas. Papel importante también desempeñan Gisors y May, padre y esposa, respectivamente, de Kyo. El primero como pensador (distante por el opio) que analiza los motivos de los comportamientos y las actitudes de los hombres; y la segunda como compañera fraternal en la lucha por instaurar los ideales comunistas. Serán, por otra parte, los únicos que se salvarán de la matanza y con ellos dialogando en el Japón se concluye la novela.
Enfrente de ellos, apenas se destacan dos figuras individualizadas, el general que compromete el apoyo del Kuomintang a los intereses económicos europeos, y el jefe de la policía, responsable de las torturas y ejecuciones de los comunistas. Mayor interés novelesco y psicológico tienen dos franceses, de personalidad contrapuesta: por lado, Ferral, representante en Oriente de los grandes capitales franceses, cínico y frío, que defiende por todos los medios los intereses coloniales de Francia; por otro, el barón Clappique, excéntrico y locuaz engañador, que solo busca sus intereses materiales o, al final, simplemente su supervivencia individual.

## Significado
La crítica ha señalado que el mayor mérito de La condición humana es el de haber conseguido una simbiosis perfecta de una narración que es, a la vez, una novela de aventuras y de amores, de reflexión política sobre la contraposición del capitalismo y el comunismo, de análisis de unos largos y transcendentales acontecimientos históricos (de los que en la novela solo se narra un episodio) y de reflexiones filosóficas sobre “la condición humana”, esa mezcla de soledad frente al destino, dignidad ante la adversidad, solidaridad con los desfavorecidos y ansia de transcendencia.

## Premios
En 1933 ganó el premio Goncourt y en 1999 con la publicación Anexo:Los 100 libros del siglo de Le Monde aparece de quinto.